# Zaanse Schans

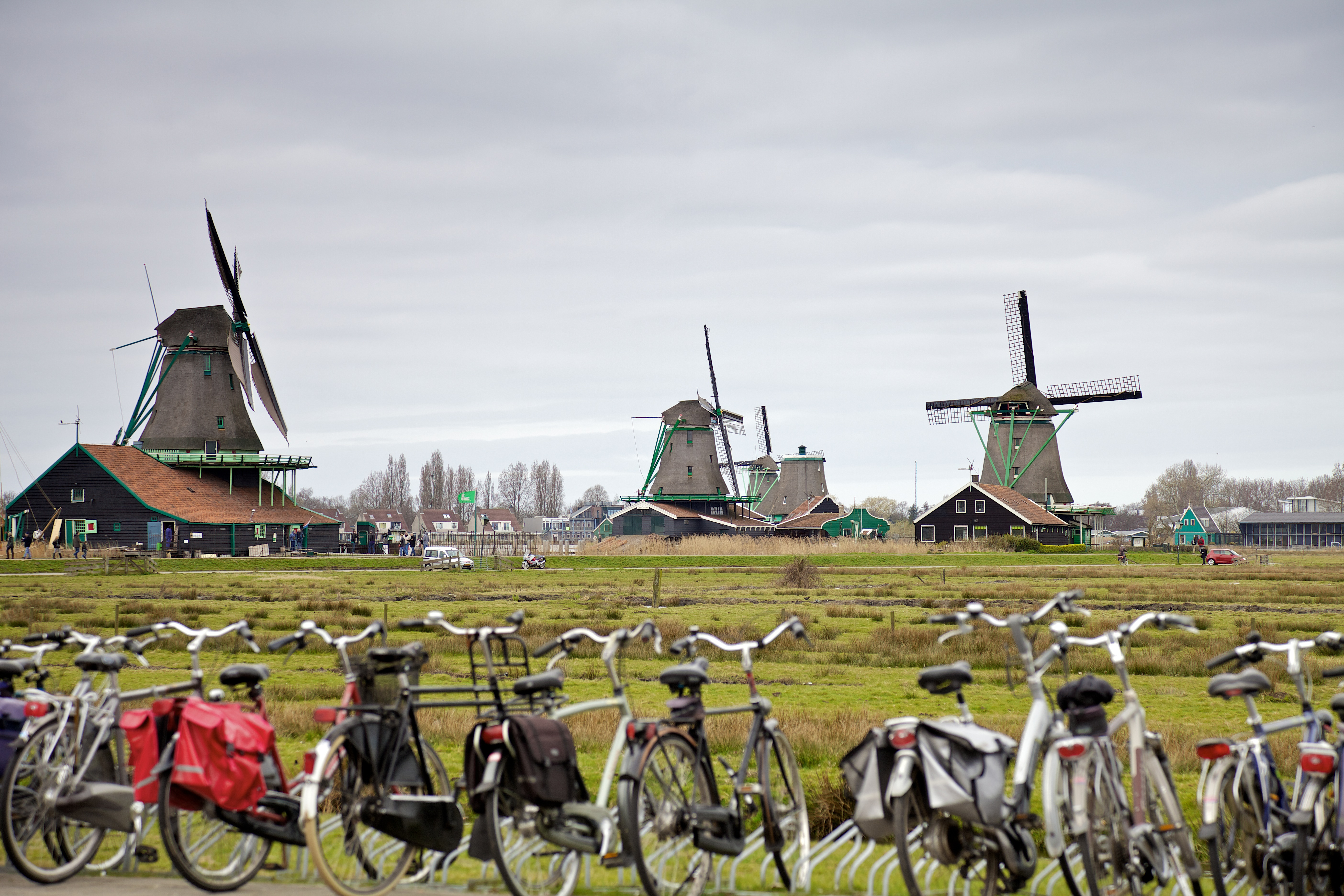
Các cối xay gió ở Zaanse Schans.

Zaanse Schans (tiếng Hà Lan: [za ː nsə sxɑns]) là một khu vực nhỏ của thị trấn Zaandam, gần Zaandijk trong khu đô thị Zaanstad, miền Bắc Hà Lan. Khu vực này nổi tiếng có một bộ sưu tập các cối xay gió lịch sử được quản tốt với những cối xay gió có từ thế kỷ 16 và lâu hơn nữa, trong đó có 35 cối xay gió khắp nơi ở Zaanstreek là các bảo tàng trong những năm 1970. Bảo tàng Zaans được thành lập vào năm 1994, nằm ở Zaanse Schans là một tòa nhà hiện đại được thiết kế bởi kiến trúc sư Cor van Hillo và Monique Verschaeren  nhằm trưng bày các hiện vật lịch sử của các cối xay gió trong khu vực.
Các cối xay gió ở Schans Zaanse ngày này là một trong những khu thu hút rất đông khách du lịch với khoảng 900.000 du khách mỗi năm  và là điểm của tuyến đường di sản công nghiệp châu Âu. 

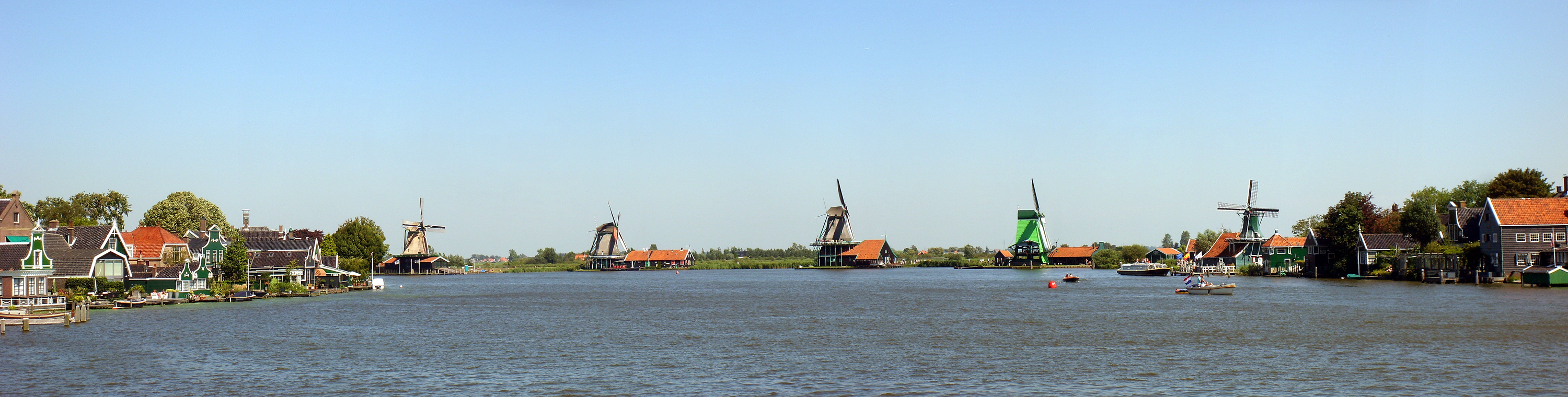
Tên của các cối xay gió trên ảnh từ trái sang phải: Het Jonge Schaap ("con cừu nhỏ"), De Zoeker ("người tìm kiếm"), De Kat ("con mèo"), De Gekroonde Poelenburg ("đăng quang") và De Huisman ("kỵ sĩ").

Dưới đây là danh sách các cối xay gió, là các nhà máy ở Zaanse Schans: 
- "The Houseman" – De Huisman - Nhà máy mù tạt
- "The Crowned Poelenburg" – De Gekroonde Poelenburg - Nhà máy cưa
- "The Cat" – De Kat - Nhà máy nhuộm
- "The Young Sheep" – Het Jonge Schaap - Nhà máy cưa
- "The Ox" – De Os - Nhà máy dầu mỏ
- "The Seeker" – De Zoeker - Nhà máy dầu mỏ
- "The Cloverleaf" – Het Klaverblad
- "The Spotted Hen" – De Bonte Hen - Nhà máy cưa